# Eusébio (kommun)
Eusébio är en kommun i Brasilien.   Den ligger i delstaten Ceará, i den östra delen av landet, 1 700 km nordost om huvudstaden Brasília. Antalet invånare är 46 047.
Följande samhällen finns i Eusébio:
- Eusébio

Omgivningarna runt Eusébio är huvudsakligen savann. Runt Eusébio är det ganska tätbefolkat, med 248 invånare per kvadratkilometer.